# Триатлон парк Астана
Триатлон парк Астана (каз. Астана триатлон паркі) — городской парк в Астане который используется как зона отдыха для бега, катания на лыжах и езды на велосипеде. Парк открыли в июле 2016 года в качестве подарка к 18-летию столицы от крупнейшего строительного холдинга Казахстана Bi Group. Парк расположен рядом с парком имени Бауыржана Момышулы и Президентским парком на правом берегу реки Ишим.
Парк известен своими ежегодными спортивными мероприятиями, первое из которых проводилось в 2018 году. В октябре 2018 года объявили, что на территории парка будет построен спортивный комплекс.
Ежегодно на территории парка проводится IronMan 70.3.

## Примечание
1. ↑  Erubaeva, Gaukhar. IRONMAN Triathlon Race Wraps Up In Astana (англ.). caspiannews.com (18 июня 2018). Дата обращения: 29 октября 2020. Архивировано 9 июля 2021 года.
2. ↑  Triathlon academy to open next year in Astana (англ.). The Astana Times. Staff Report (18 октября 2018). Дата обращения: 29 октября 2020. Архивировано 18 октября 2018 года.
3. ↑  BI GROUP IRONMAN 703. Astana (амер. англ.). www.ironman.com. Дата обращения: 21 июля 2021. Архивировано 19 октября 2020 года.